# Fire Emblem Warriors
Fire Emblem Warriors är ett hack 'n slash-rollspel utvecklat av Omega Force och Team Ninja och utgivet av Nintendo till Nintendo Switch och New Nintendo 3DS. Spelet släpptes i Japan september 2017 och internationellt den följande månaden. Spelet är ett samarbete mellan Koei Tecmos Dynasty Warriors-serie och Intelligent Systems Fire Emblem-serie.